# Emil Hršel

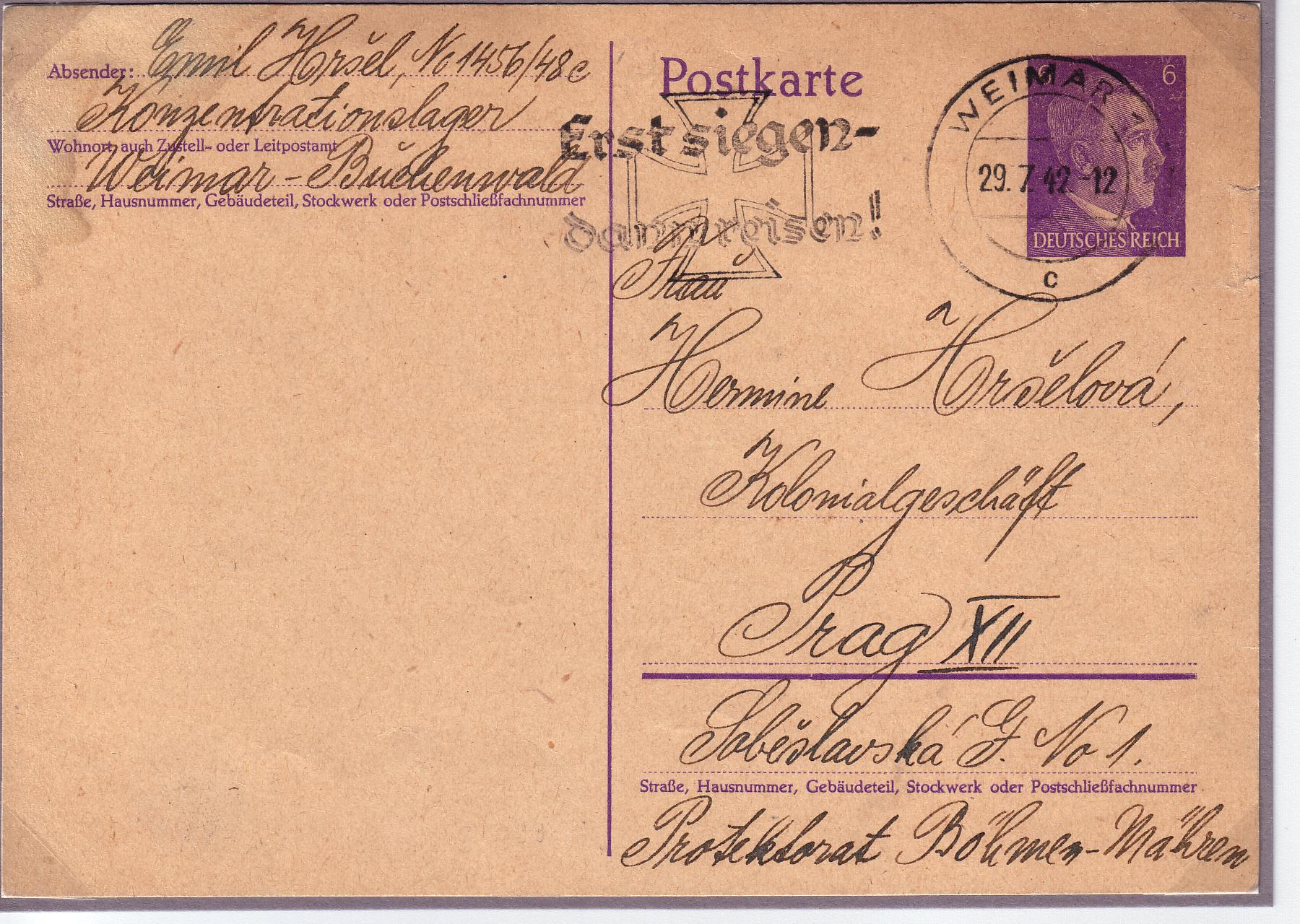
Postkarte des Häftlings Emil Hršel aus dem KZ Buchenwald von 1942

Emil Hršel (* 30. Januar 1901 in Neu Königgrätz als Emil Girschel; † 31. Mai 1972) war ein tschechischer Kommunist, Widerstandskämpfer gegen den Nationalsozialismus, Häftling im KZ Dachau und im KZ Buchenwald sowie Botschafter der Tschechoslowakei (Tschechoslowakische Republik bzw. Tschechoslowakische Sozialistische Republik) in der Mongolischen Volksrepublik und Dänemark.

## Leben
Hršel schloss sich in der Jugend der Kommunistischen Partei der Tschechoslowakischen Republik an. Von 1924 bis 1929 war er Leitender Sekretär des Komunistický svaz mládeže Československa - Komsomol. 1931 gehörte der zu den Mitbegründern des Svaz přátel Sovětského svazu und war bis 1934 dessen Erster Sekretär. Von 1936 bis zu dessen Auflösung im Jahre 1938 war Hršel Leitender Sekretär der Federace proletářské tělovýchovy (FPT). 
Nach der „Zerschlagung der Rest-Tschechei“ wurde er am 20. September 1939 mit einem Gefangenentransport (dem auch Jindřich Veselý [1906–1964] angehörte, ein KP-Sekretär und später Chef der tschechoslowakischen Staatssicherheit) aus Waldenburg in das KZ Buchenwald eingeliefert, wo er zunächst im Kommando Bücherei arbeitete und später dem Arbeitskommando Pathologie zugeteilt wurde. Hier leistete er antifaschistische Widerstandsarbeit, indem er Nachrichtenverbindungen zum KZ Dora herstellte, wenn verstorbene Häftlinge zur Einäscherung in das Krematorium von Buchenwald eingeliefert wurden. Diese Nachrichten aus dem Lager Dora waren in den Wundverbänden Verstorbener versteckt worden und wurden dann von Hršel nach einem Schlüssel aus dem Buch „Grundriß der gesamten praktischen Medizin“ dechiffriert. Hršel war Mitglied des Internationalen Lagerkomitees (ILK) und in dieser Funktion einer der maßgeblichen Organisatoren des Aufstands.
Als die NS-Herrschaft beseitigt war, ging Hršel in die ČSR zurück und trat 1948 in den Auswärtigen Dienst ein. Mit der Eröffnung der tschechoslowakischen Botschaft in Nordkorea wurde Hršel am 27. September 1950 zum Botschafter der ČSR in Korea ernannt. Hršel war u. a. von Juni 1951 bis April 1953 Chef der diplomatischen Mission und Gesandter in der DDR, von Juli 1956 bis Dezember 1958 Botschafter der Tschechoslowakei (ČSR bzw. ČSSR) in der Mongolischen Volksrepublik (MVR) und ab September 1960 zunächst Gesandter und von November 1963 bis August 1964 Botschafter in Dänemark.

## Publikationen
- Mongolská lidová republika, 1960